# Strusów (gmina)
Strusów – dawna gmina wiejska w powiecie trembowelskim województwa tarnopolskiego II Rzeczypospolitej. Siedzibą gminy był Strusów.
Gminę utworzono 1 sierpnia 1934 r. w ramach reformy na podstawie ustawy scaleniowej z dotychczasowych gmin wiejskich: Bernadówka, Nałuże, Ruzdwiany, Strusów, Warwaryńce, Zazdrość i Zubów.
Po II wojnie światowej obszar gminy znalazł się w ZSRR.